# Чедраг
Чедраг або Годраг (*д/н —830) — верховний князь ободритів у 817—830 роках.

## Життєпис
Походив з династії Вцлава. Син Дражко, верховного князя ободритів. Про дату народження немає відомостей. У 808 році після поразки його батька від данів, вирушив як заручник до данського конунга Гутфреда. Тут деякий час виховувався у Хедебю. У 810 році дани вбили Дражко, новим князем ободритів став стрийко Славомир.
У 816 році повернувся на батьківщину й висунув свої претензії на князівський трон. Спрямував посольство до міста Комп'єна, де воно зустрілося з імператором франків Людовиком I Благочестивим. За рішенням останнього у 817 році Чедраг розділив владу над ободритами разом зі Славомиром.
Чедраг намагався перетягнути владу на себе, що викликало невдоволення й повстання стрийка разом з данами. Славомир зазнав поразки й його було заслано до франкських володінь. Чедраг став єдиним володарем ободритів. Того ж року став споруджувати власний замок Любіцу, який завершено у 819 році. 
З цього моменту Чедраг зберігав вірність Франкській імперії. У 821 році деякі князі серед ободрицьких племен вирішили укласти союз з данами, щоб повалити залежність франків. Достеменно невідомо наскільки їх підтримував Чедраг. Втім імператор вирішив замінити Чедрага на колишнього верховного князя Славомира, втім той раптово помер в дорозі. 
Зрештою у листопаді 823 року Чедраг прибув до імператорського суду, де зумів виправдатися. Того ж року повернувся на батьківщину. Втім ймовірно вирішив дійсно розпочати підготовку для відновлення незалежності ободритів, але не міг знайти союзників. Водночас не сподівався на силу власного війська. У 826 році знову прибув до імператора, до Інгельхайма, де Чедрагу було висунуто нові звинувачення в зраді. За рішення імператора Людовика I ободрицький князь надав франкам заручників та був обмежений у владі.
До самої смерті у 830 році Чедраг відчував тиск франків, не наважувався на якісь ворожі дії проти них. При цьому намагався посилити свою владу в Ободрицькому союзу, обмежити самостійність інших племен союзу. Після смерті Чедрага владу успадкував його син Гостомисл.